# Ekyl'čak
L'Ekyl'čak (in russo Екыльчак?; Bol'šoj Ekyl'čak nel corso superiore, Большой Екыльчак) è un fiume della Russia siberiana occidentale, affluente di sinistra della Čižapka (bacino idrografico dell'Ob'). Scorre nei rajon Parabel'skij e Kargasokskij dell'Oblast' di Tomsk.
Il fiume ha origine in una zona paludosa della regione del Vasjugan'e e scorre dapprima (nell'alto corso) in direzione settentrionale, poi orientale. Sfocia nella Čižapka a 207 km dalla foce. La lunghezza del fiume è di 198 km, il bacino imbrifero è di 1 200 km². Il maggior affluente è il Kvenzer (Квензер), proveniente dalla destra idrografica, lungo 51 km.